# Hapalophragmium ponderosum
Hapalophragmium ponderosum är en svampart som beskrevs av Syd., P. Syd. & E.J. Butler 1912. Hapalophragmium ponderosum ingår i släktet Hapalophragmium och familjen Raveneliaceae.   Inga underarter finns listade i Catalogue of Life.